# Acanthorhodeus
Az Acanthorhodeus a csontos halak (Osteichthyes) főosztályának sugarasúszójú halak (Actinopterygii) osztályába, a pontyalakúak (Cypriniformes) rendjébe, a pontyfélék (Cyprinidae) családjába, és az Acheilognathinae alcsaládjába tartozó nem.

## Rendszerezés
A nemhez az alábbi 1 faj tartozik.
- Acanthorhodeus asmussii (Dybowski, 1872)